# Frank Miles
Frank Miles (né George Francis Miles le 22 avril 1852 - 15 juillet 1891) est un artiste-peintre et architecte britannique. Travaillant à Londres, il a surtout produit des portraits au pastel de femmes de la société britannique. Il a été l'artiste en chef du magazine Life. Il a aussi été un jardinier amateur enthousiaste.

## Biographie

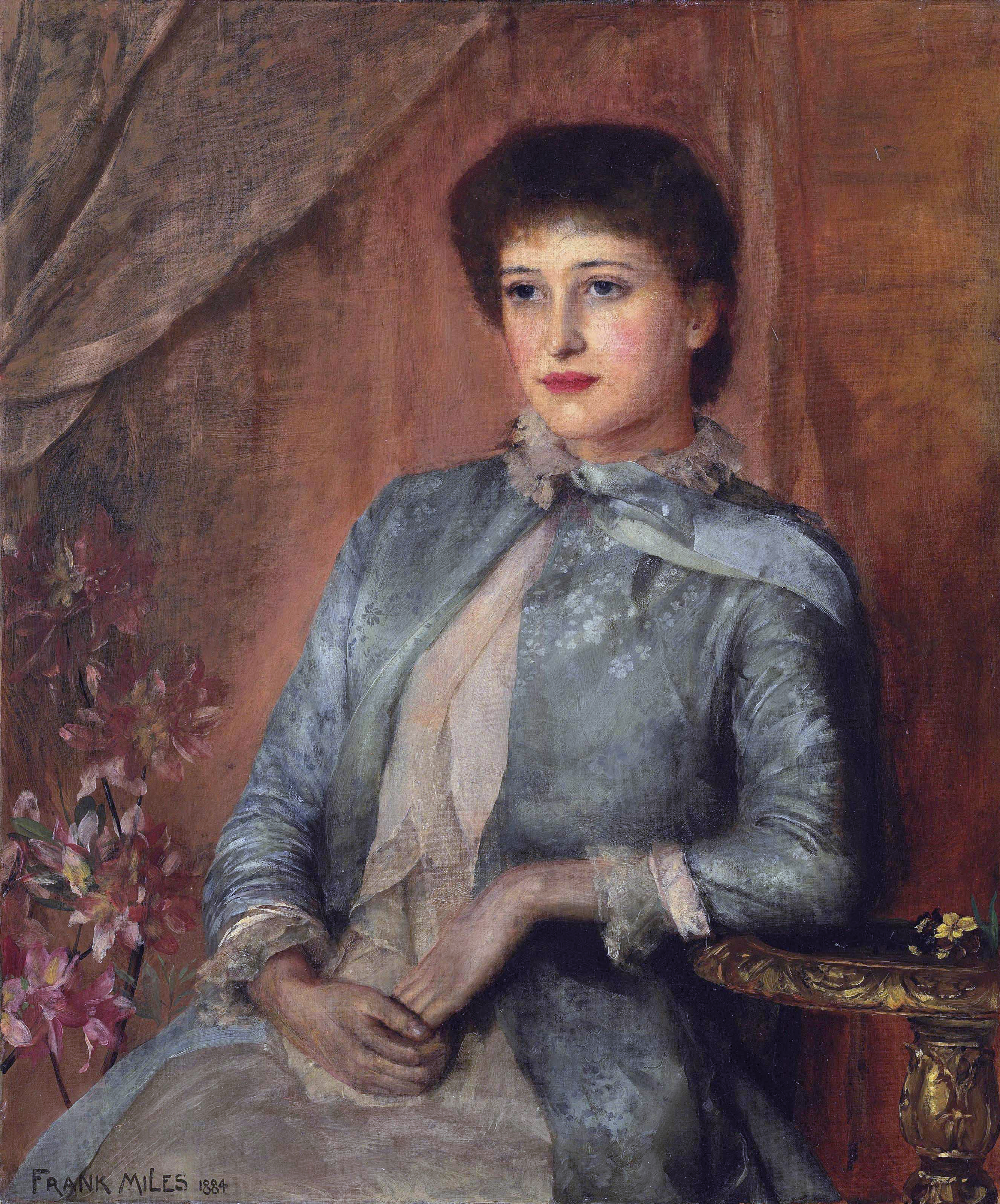
Portrait au pastel de Lillie Langtry, maîtresse connue d'Édouard VII.

Sixième et plus jeune fils de Robert Henry William Miles, recteur de Bingham dans le Nottinghamshire, George Francis Miles naît le 22 avril 1852.
Oscar Wilde, fraîchement arrivé d'Oxford à la fin de l'année 1878, le rejoint dans ses appartements au 13 Salisbury Street. En 1879, ils emménagent tous les deux dans la « Keats House » au 1, Tite Street. Leur entourage compte notamment la poétesse Violet Fane, Ellen Terry, James McNeill Whistler, Rossetti, Swinburne et Morris. A la demande du père de Frank Miles, choqué par la teneur de ses poèmes publiés en 1881, Oscar Wilde doit déménager.
Passionné de fleurs et de plantes exotiques, il en fait collection.
Atteint d'une maladie cérébrale incurable en 1887, il est interné à l'asile de Brislington, près de Bristol, le 27 décembre 1887. Il meurt le 15 juillet 1891.